# Anna Kuzmina
Anna Ivanovna Kuzmina (en ruso, Анна Ивановна Кузьмина; Distrito de Khangalassky, 3 de marzo de 1933 – Yakutsk, 25 de noviembre de 2017) fue una actriz y escritora rusa.   

## Biografía
Kuzmina se graduó en 1955 en la Escuela de Teatro de Sajá, especializándose en cine y drama. Ese mismo año comeizneo a trabajar en el teatro en Yakutsk. Fue conocido por su papel en la serie de televisión Umnullubat sulustar, así como en películas como Motuo, Taiwan Island o Yalylyylar. Durante su carrera fue nombrada diputada a la 8ª Convocatoria del Soviet Supremo de la República Socialista Soviética de Yakut. También fue miembro del Consejo Superior de Ancianos de la República de Sajá. En 2010 publicó un libro sobre el teatro en la República de Sajá. Kuzmina estaba casada con Mijaíl Gogolev.
Por su trabajo, fue honorada con el Artista Honorífica de la RSFSR (1982) o el de Artista del Pueblo de la República de Sajá (2003).